# Provincia de Ratanak Kirí
La Provincia de Ratanak Kirí es una provincia del Reino de Camboya ubicada en la parte más septentrional y oriental del país. Su capital es la Ciudad de Banlung y los límites son: N Laos, E Vietnam, S Provincia de Mondol Kirí, O Provincia de Stung Treng. Las palabras Ratanak Kirí traducen del Idioma jemer "Lugar de gemas y montañas". Tiene una superficie de 10.782 km², que en términos de extensión es similar a la de Líbano.

## Historia
Otra provincia de un gran interés ecológico y etnológico. Bosques, montañas y tribus componen esta Provincia cuya nueva capital, la Ciudad de Banlung, fue escogida en 1979 para reemplazar la Ciudad de Voen Sai. La etnia Jemer conforma en la Provincia solo un 10%.

## Geografía
La región es dominada por las montañas tanto al norte como al sur, origen de innumerables afluentes del río Mekong y que forman atrayentes cascadas.

## División política
La provincia está dividida en 9 distritos:
- 1601 Andoung Meas
- 1602 Ban Lung
- 1603 Bar Kaev
- 1604 Koun Mom
- 1605 Lumphat
- 1606 Ou Chum
- 1607 Ou Ya Dav
- 1608 Ta Veaeng
- 1609 Veun Sai